# Кицета (Тревизо)
Кицета је насеље у Италији у округу Тревизо, региону Венето.
Према процени из 2011. у насељу је живело 92 становника. Насеље се налази на надморској висини од 24 м.